# Collegio uninominale Lazio 1 - 03 (2017)
Il collegio elettorale uninominale Lazio 1 - 03 è stato un collegio elettorale uninominale della Repubblica Italiana per l'elezione della Camera dei deputati tra il 2017 ed il 2022.

## Territorio
Come previsto dalla legge elettorale italiana del 2017, il collegio era stato definito tramite decreto legislativo all'interno della circoscrizione Lazio 1.
Era formato da parte del territorio del comune di Roma (Zona Val Melaina, Zona Castel Giubileo, Zona Marcigliana, Zona Tor San Giovanni, Zona Settecamini, Zona Casal Boccone, Zona Santa Maria di Galeria, Suburbio Tor di Quinto, Zona La Storta, Zona Cesano, Zona Tomba di Nerone, Zona La Giustiniana, Zona Isola Farnese, Zona Grottarossa, Zona Labaro, Zona Prima Porta, Zona Polline Martignano, Zona Ottavia, Suburbio Della Vittoria).
Il collegio era parte del collegio plurinominale Lazio 1 - 01.

## Eletti
| Elezione | Elezione | Deputato            | Partito      |
| -------- | -------- | ------------------- | ------------ |
|          | 2018     | Annagrazia Calabria | Forza Italia |

## Dati elettorali

### XVIII legislatura
Come previsto dalla legge elettorale, 232 deputati erano eletti con sistema a maggioranza relativa in altrettanti collegi uninominali a turno unico.
| Candidati              | Candidati                     | Voti    | %     | Liste                                | Voti    | %     |
| ---------------------- | ----------------------------- | ------- | ----- | ------------------------------------ | ------- | ----- |
|                        | Annagrazia Calabria ✔️ Eletto | 54 612  | 34,17 | Forza Italia                         | 19 320  | 12,09 |
| Lega                   | Annagrazia Calabria ✔️ Eletto | 54 612  | 34,17 | 18 516                               | 11,59   |       |
| Fratelli d'Italia      | Annagrazia Calabria ✔️ Eletto | 54 612  | 34,17 | 15 851                               | 9,92    |       |
| Noi con l'Italia - UDC | Annagrazia Calabria ✔️ Eletto | 54 612  | 34,17 | 925                                  | 0,58    |       |
|                        | Riccardo De Angelis           | 50 177  | 31,39 | Movimento 5 Stelle                   | 50 177  | 31,39 |
|                        | Lorenza Bonaccorsi            | 40 525  | 25,36 | Partito Democratico                  | 32 689  | 20,45 |
| +Europa                | Lorenza Bonaccorsi            | 40 525  | 25,36 | 6 480                                | 4,05    |       |
| Italia Europa Insieme  | Lorenza Bonaccorsi            | 40 525  | 25,36 | 679                                  | 0,42    |       |
| Civica Popolare        | Lorenza Bonaccorsi            | 40 525  | 25,36 | 677                                  | 0,42    |       |
|                        | Alfredo D'Attorre             | 6 201   | 3,88  | Liberi e Uguali                      | 6 201   | 3,88  |
|                        | Claudia Altarelli             | 2 801   | 1,75  | CasaPound                            | 2 801   | 1,75  |
|                        | Gaetano Seminatore            | 2 575   | 1,61  | Potere al Popolo!                    | 2 575   | 1,61  |
|                        | Mauro Chialastri              | 898     | 0,56  | Il Popolo della Famiglia             | 898     | 0,56  |
|                        | Raffaella Mattia Torraco      | 835     | 0,52  | Partito Comunista                    | 835     | 0,52  |
|                        | Daniele Figlia                | 431     | 0,27  | Italia agli Italiani                 | 431     | 0,27  |
|                        | Beatrice Guacimola            | 377     | 0,24  | 10 Volte Meglio                      | 377     | 0,24  |
|                        | Silvana Iemma                 | 149     | 0,09  | Per una Sinistra Rivoluzionaria      | 149     | 0,09  |
|                        | Riccardo Pelliccioni          | 140     | 0,09  | Lista del Popolo per la Costituzione | 140     | 0,09  |
|                        | Carlotta Canci                | 105     | 0,07  | Blocco Nazionale per le Libertà      | 105     | 0,07  |
| Totale                 | Totale                        | 159 826 | 100   |                                      | 159 826 | 100   |
|                        |                               |         |       |                                      |         |       |
| Voti non validi        | Voti non validi               | 4 138   | 2,52  |                                      |         |       |
| Votanti                | Votanti                       | 163 964 | 71,58 |                                      |         |       |
| Elettori               | Elettori                      | 229 078 |       |                                      |         |       |